# Битва у Политимета
Би́тва у Политимета — сражение между армиями полководцев Александра Македонского и согдийца Спитамена, произошедшее  329 до н. э. в районе современной реки Зерафшан.

## Ход сражения
В 329 году до нашей эры Александр Македонский захватил Бактрию и Согдиану и продолжил поход на Восток. Однако в Согдиане Спитамен поднял восстание против власти Александра Македонского. Восставшими был осаждён македонский гарнизон в столице Согда Мараканде (Самарканд).
По версии Арриана, Александр Македонский отправил на Спитамена своих полководцев: Андромаха, Менедема и Карана, дав им около 60 всадников-гетайров и 800 наёмников, которыми командовал Каран, и около полутора тысяч наёмников. К ним он прикомандировал переводчика — ликийца Фарнуха. Спитамен выбрал тактику изнурения противника беспрерывными нападениями с разных сторон. В конце концов греко-македонское войско было почти уничтожено. По данным Арриана спаслось не больше 40 всадников и человек триста пехотинцев.
По данным Курция Руфа, главным полководцем был Менедем во главе 3 тысяч пехотинцев и 800 всадников. Пало в этом сражении 2 тысячи пехотинцев и 300 всадников. Сам Менедем пал в сражении. Это поражение Александр скрыл, пригрозив вернувшимся с места сражения воинам казнью за распространение вести о случившемся.

## Значение
Это была первая и единственная победа над войсками полководцев Александра Македонского за всю историю его похода на Восток. После этого Александру пришлось три года подавлять восстания в Согдиане и Бактрии. Лишь женитьба на местной девушке Роксане позволила привлечь на свою сторону местную знать.